# カタリーナ・フォン・ザクセン (1421-1476)
カタリーナ・フォン・ザクセン（ドイツ語：Katharina von Sachsen, 1421年 - 1476年8月23日）は、ブランデンブルク選帝侯フリードリヒ2世の妃。

## 生涯
カタリーナはザクセン選帝侯フリードリヒ1世とカタリーナ・フォン・ブラウンシュヴァイク＝リューネブルク（ブラウンシュヴァイク＝リューネブルク公ハインリヒ1世の娘）の娘である。
1441年6月11日にヴィッテンベルクにおいてブランデンブルク選帝侯フリードリヒ2世と結婚した。フリードリヒ2世は以前にカタリーナに結婚を申し込んでいたが不首尾に終わっていた。この結婚は、最終的にはブランデンブルクとザクセンの間のラウジッツを巡る武力衝突を解決し、2国間の同盟を確認するための契約の一部となった。しかし、この結婚は不幸なものであった。フリードリヒは多くの愛人と関係を持ち、息子エラスムスは庶子であった。
カタリーナとフリードリヒ2世は最終的に別居することとなり、フリードリヒ2世はフランケンに居を構える一方、カタリーナはブランデンブルク辺境伯領に住んだ。

## 子女
フリードリヒ2世との間に3子をもうけた。
- ドロテア（1446年 - 1519年） - 1464年にザクセン＝ラウエンブルク公ヨハン5世と結婚
- マルガレーテ（1450年 - 1489年） - 1477年にポンメルン公ボギスラフ10世と結婚
- ヨハン（1452年 - 1454年）